# Pamphagulus lepineyi
Pamphagulus lepineyi är en insektsart som beskrevs av Lucien Chopard 1941. Pamphagulus lepineyi ingår i släktet Pamphagulus och familjen Dericorythidae. Inga underarter finns listade i Catalogue of Life.